# Umschalter (Typenhebelschreibmaschine)
Die nach DIN 2112 als Umschalter bezeichnete Taste an handbetriebenen oder elektromechanisch betriebenen Typenhebelschreibmaschinen wird zum Wechsel zwischen Klein- und Großbuchstaben sowie zwischen Ziffern und Zeichen gebraucht. Die Änderung gilt bis zum Loslassen der Taste, sofern nicht der Umschaltfeststeller für Dauergroßschreibung eingerastet wird.
Die Schreibtasten einer mechanischen Schreibmaschine bewegen einen Hebel mit einem Typenkopf, auf dem zwei Zeichen angebracht sind. In Normalposition trifft der Kleinbuchstabe die Aufschlagstelle auf dem  Papierträgerwagen, der beweglichen Vorrichtung, in der das Papier eingespannt ist. Die Kleinbuchstaben und die Ziffern liegen hauptsächlich in der unteren Ebene, die Großbuchstaben und einige Sonderzeichen in der oberen.
Um den Wechsel vom Klein- zum Großbuchstaben zu bewirken, wird  mit der Umschalttaste bzw. dem dazugehörigen Hebel entweder der Wagen angehoben oder aber das Segment, die kreisabschnittförmige Lagerung der Typenhebel, nach unten gezogen.
Außer an manchen historischen Schreibmaschinen sind es zwei Umschalttasten, eine links neben der unteren Tastenreihe und eine rechts. Dadurch kann der Zehnfingerschreiber links umschalten, wenn der Großbuchstabe im Griffbereich der rechten Hand liegt, und umgekehrt.
Einige wenige Schreibmaschinenmodelle wie die Adler Modell 7 hatten Typenstangen, die sich auf einer Gleitplatte waagerecht bewegten. Sie hatten Typenköpfe mit drei Zeichen übereinander und deshalb doppelte Umschaltung. Um einen Großbuchstaben zu schreiben, wurde die Umschalttaste um eine Stufe nach unten gedrückt, sollte eine Ziffer oder ein Zeichen dargestellt werden, war die Taste leicht nach außen zu rücken und weiter nach unten zu bewegen.